# Phacellodomus dorsalis
Phacellodomus dorsalis é uma espécie de ave da família Furnariidae.
É endémica do Peru.
Os seus habitats naturais são: matagais mediterrânicos.
Está ameaçada por perda de habitat.